# Concerto per pianoforte solista
Mentre un concerto è generalmente un pezzo per uno strumento o più strumenti con accompagnamento orchestrale, alcuni lavori per pianoforte solo sono stati scritti con il titolo apparentemente contraddittorio di concerto per pianoforte solista.

## Storia
Sebbene vari pezzi da concerto siano stati scritti nel corso della storia, come Trois études de concert e Grand solo de concert di Liszt, i concerti per pianoforte solista sono molto rari. Il primo, e ancora il più noto, esempio proviene da Johann Sebastian Bach, il cui Concerto Italiano, BWV 971, fu pubblicato nel 1735. Anche se era stato scritto per clavicembalo a due tastiere, viene regolarmente suonato al pianoforte e considerato il primo esempio di un concerto adattato ad una tastiera solista.
La Sonata per pianoforte n. 3 in fa minore di Schumann, op. 14 (1835), fu etichettata da Tobias Haslinger come Concerto senza orchestra.
Il compositore francese Charles-Valentin Alkan scrisse nel 1857 il suo gruppo di studi Op. 39, di cui i nn. 8-10 sono stati etichettati come un concerto per piano solo. Comprende segnature come Tutti, Solo e Piano, oltre a indicazioni strumentali come quasi trombe e quasi violoncelli.
Il compositore spagnolo Joaquín Turina scrisse nel 1935 il suo Concerto senza orchestra, (in spagnolo: Concierto sin orquesta), op. 88.
Il compositore e violinista russo Joseph Achron scrisse nel 1941 il suo ultimo lavoro Concerto for solo piano, op. 74.
Il Concerto da suonare da me solo e senza orchestra, per divertirmi di Kaikhosru Shapurji Sorabji (1946) è chiaramente ispirato ad Alkan; per esempio, il terzo movimento del lavoro è intitolato Scherzo diabolico, un riferimento allo Studio n. 3 Op. 39 di Alkan. Inoltre il primo movimento dell'opera contiene varie indicazioni programmatiche. Queste, tuttavia, sono controverse, perché si riferiscono in realtà a un'orchestra immaginaria. Tuttavia si è anche ipotizzato che l'orchestra sia rappresentata nell'opera per mezzo di relazioni bitonali.
Il compositore slovacco Ján Zimmer ha scritto, oltre a sette concerti per pianoforte e orchestra, un Concerto per pianoforte senza orchestra, op. 23 (1955/1956).
I concerti per pianoforte n. 4 e 6 di Michael Finnissy sono pezzi per piano solo.
John White ha descritto la sua Sonata per pianoforte n. 152 come un concerto per pianoforte solista.

## Opere simili
- Vari arrangiamenti (di Bach, Alkan, et al.) di concerti per pianoforte solista; ad esempio, Alkan ha realizzato trascrizioni del Concerto per pianoforte n. 3 di Beethoven e del Concerto per pianoforte n. 21 di Mozart.
- Wilhelm Friedemann Bach - Concerto per clavicembalo solo (F 40)
- Allegro de concert op. 46 di Frédéric Chopin (1841) è un brano a movimento unico, destinato a far parte di quello che sarebbe diventato il terzo concerto di Chopin per pianoforte e orchestra.
- Franz Liszt - Concerto sans Orchestra S.524a (1839–1857)
- Igor Stravinskij - Concerto per due pianoforti soli (1935)
- Vincent Persichetti - Concerto per pianoforte (4 mani) op. 56 (1952)
- Dmitri Shostakovich - Concertino per due pianoforti (1953)